# Reguła św. Benedykta

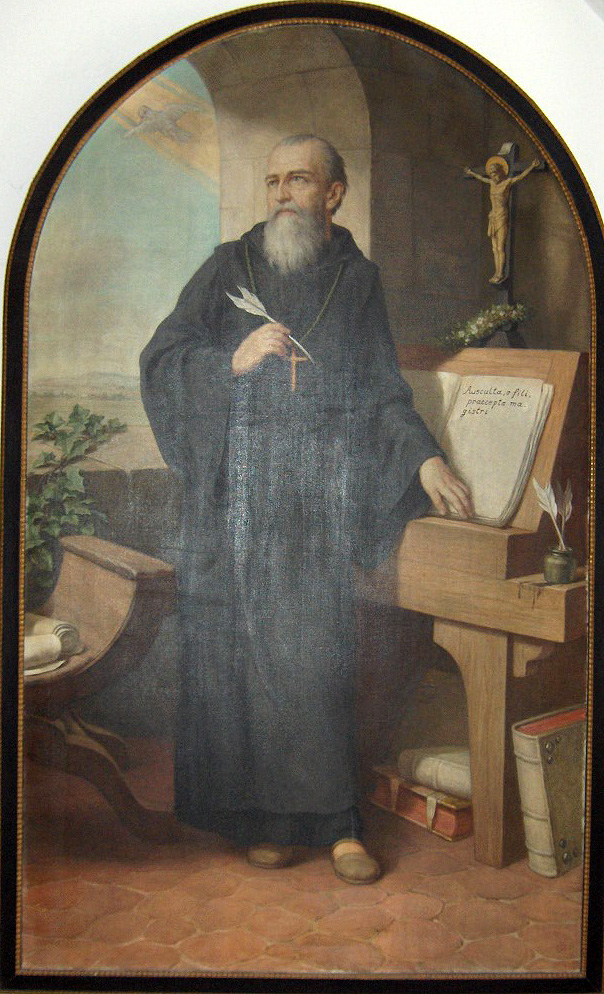
Benedykt z Nursji spisujący swoją Regułę na obrazie Hermana Niega (1849-1928) w opactwie w Baden.

Reguła św. Benedykta, reguła benedyktyńska (łac. Regula Benedicti, również regula monasteriorum, regula monachorum) – zbiór przepisów normujących cenobickie życie mnisze i wskazówek ascetycznych, zredagowany według tradycji przez św. Benedykta z Nursji ok. 540 r. na Monte Cassino. Chociaż została napisana na podstawie osobistego doświadczenia przełożonego klasztoru, to jednak w oparciu o Pismo Święte, dzieła ojców Kościoła oraz dorobek monastycyzmu wschodniego i zachodniego.
Reguła św. Benedykta rozpowszechniała się stopniowo, w dużej mierze za sprawą mnichów anglosaskich, później dzięki staraniom św. Benedykta z Aniane. Jej szerokie przyjęcie w średniowiecznej Europie związane jest z poparciem, jakie jej używaniu udzielił Karol Wielki. Od VIII do XIII wieku była najczęściej używaną regułą zakonną, dopiero powstanie zakonów żebrzących zmieniło ten stan rzeczy. Współcześnie jest regułą klasztorów zrzeszonych w Konfederacji Benedyktyńskiej, cystersów, trapistów, kamedułów oraz wielu niezależnych kongregacji i opactw. Używana jest również przez mnichów w Kościele Anglikańskim.

## Znaczenie liturgiczne
Znaczną część Reguły zajmują stosunkowo szczegółowe wskazówki dotyczące godzin kanonicznych. Ustalenia te są do dziś podstawą sprawowania liturgii godzin w niektórych zakonach (obrządek monastyczny benedyktynów, obrządek cysterski cystersów i trapistów).

## Źródła Reguły

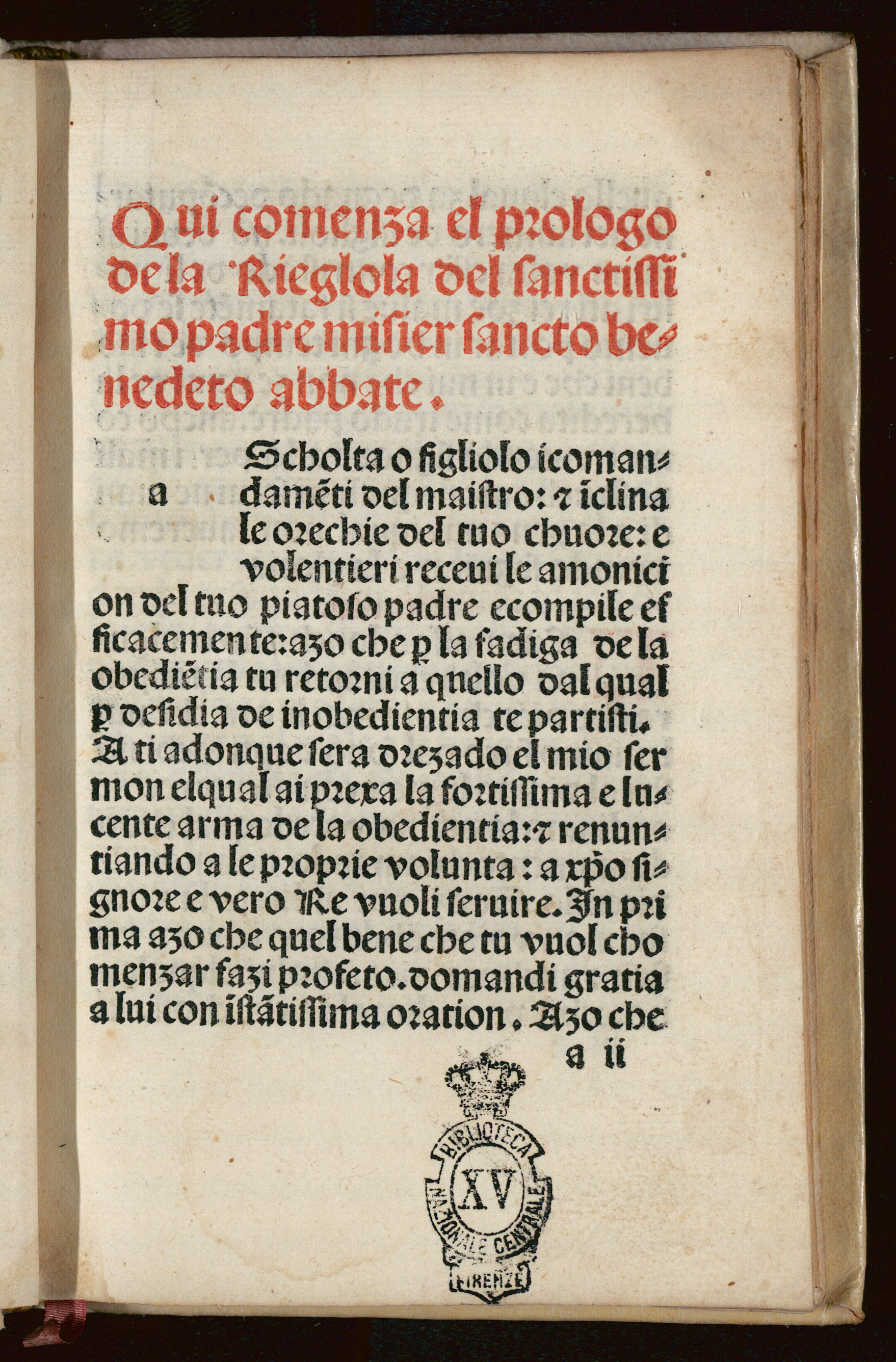
Regula w tłumaczeniu włoskim. Wydanie z 1495 roku.

W IX wieku Benedykt z Aniane zebrał ówczesne łacińskie reguły w dwóch dziełach:
- Codex Regularum (zawierający teksty reguł);
- Concordia Regularum (fragmenty różnych dzieł w porządku tematycznym).

Codex Regularum zawiera anonimową Regułę Mistrza która, jak sądzono, jest rozbudowanym naśladownictwem Reguły św. Benedykta. Na Kongresie opatów w Rzymie w 1938 roku Dom Genestout, mnich z Solesmes, wysunął tezę, że Reguła Mistrza jest wcześniejsza i stanowiła źródło dla św. Benedykta z Nursji. W dyskusji na ten temat wzięli udział najwybitniejsi historycy a nazwano ją „kwestią homerycką XX wieku”, gdyż nie ma przekonywających argumentów, które pozwalałyby ustalić kolejność napisania tych dwóch tekstów.